# Актасты (Жуалынский район)
Актасты (каз. Ақтасты, до 1992 года — Некрасовка) — аул в Жуалынском районе Жамбылской области Казахстана. Входит в состав Кошкаратинского сельского округа. Код КАТО — 314254200.

## Население
В 1999 году население аула составляло 293 человека (146 мужчин и 147 женщин). По данным переписи 2009 года, в ауле проживало 305 человек (151 мужчина и 154 женщины).